# Osnujowce
Osnujowce (Pamphilioidea) – nadrodzina błonkówek z podrzędu i  rośliniarek.
Błonkówki te wyróżnia spośród innych rośliniarek duża, masywna, prognatyczna głowa o otworach żuwaczkowych odseparowanych od jamy gębowej i osiągająca największą szerokość w okolicy nadustka, a także zmodyfikowane pokładełko na końcu odwłoka samic.
Współcześnie są to owady holarktyczne, zasiedlające strefę umiarkowaną Eurazji i Ameryki Północnej.

## Ewolucja i systematyka
Do nadrodziny tej zalicza się 4 rodziny, obejmujące około 330 opisanych gatunków współczesnych i kilkadziesiąt gatunków wymarłych:
- †Xyelydidae Rasnitsyn, 1986
- †Mirolydidae Wang, Rasnitsyn et Ren, 2017
- Megalodontesidae Konow, 1897 – szarżnikowate
- Pamphiliidae Cameron, 1890 – niesnujowate, osnujowate.

Osnujowce znane są w zapisie kopalnym od jury wczesnej, szczyt różnorodności ich rodzajów przypada na kredę wczesną, a w kenozoiku stanowią grupę reliktową. Spośród 45 znanych rodzajów tylko 11 występuje współcześnie.
Analizy filogenetyczne z 2016 wskazują, że znane z jury i mniej licznie z kredy Xyelydidae stanowią takson parafiletyczny. Należący doń rodzaj Xyelyda stanowi grupę siostrzaną dla pozostałych osnujowców, a rodzaje Medilyda, Prolyda i Strophandria są bliżej spokrewnione z niesnujowatymi niż z innymi Xyelydidae. Niesnujowate pojawiają się w zapisie kopalnym od jury środkowej. Z jury środkowej znany jest także jedyny przedstawiciel rodziny Mirolydidae. Wyróżniana do niedawna rodzina Praesircidae w kilku analizach filogenetycznych jawiła się jako parafiletyczna i ostatecznie została w 2016 zsynonimizowana z szarżnikowatymi. Tak rozumiane szarżnikowate również znane są od jury środkowej, a w kredzie wczesnej doznały znacznego wzrostu różnorodności.